# 黑冠白颈鹭

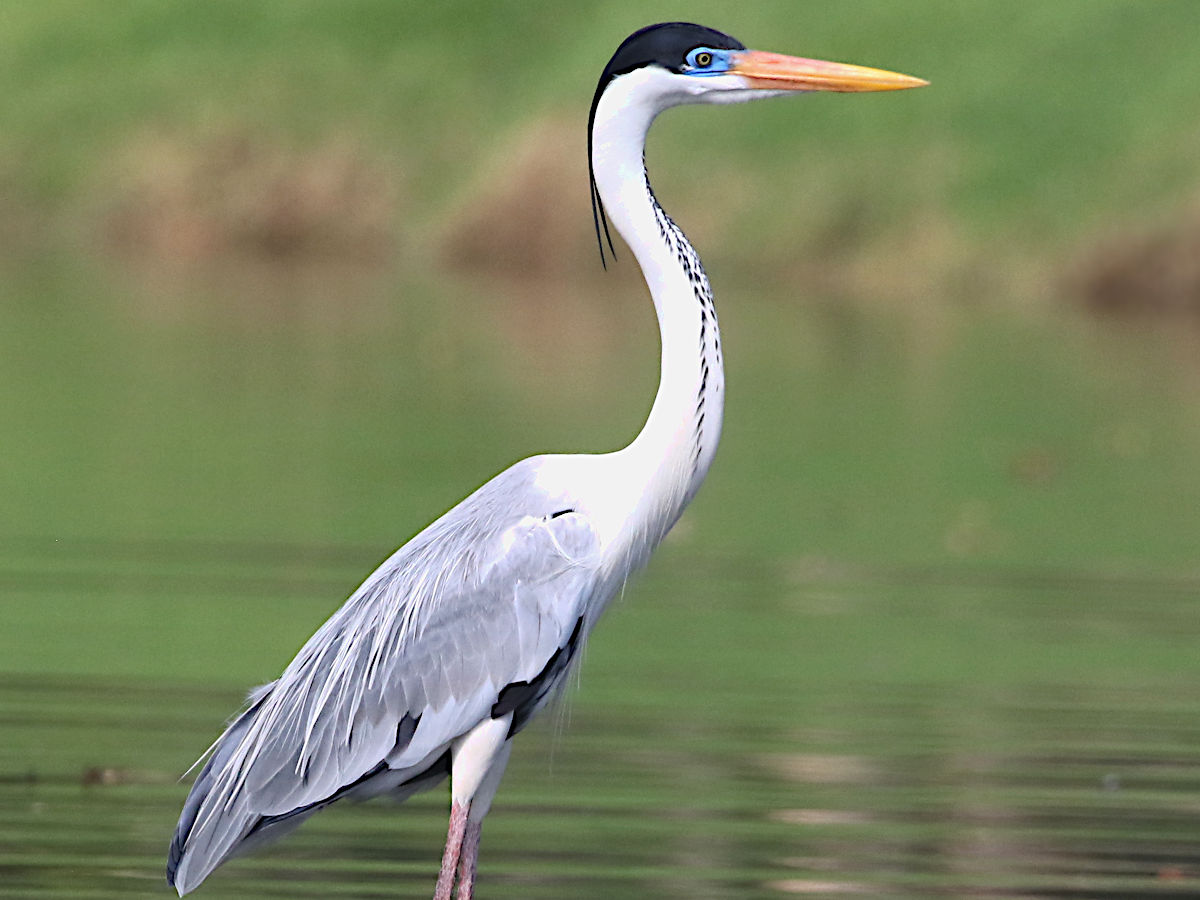
在巴西

黑冠白頸鷺（學名：Ardea cocoi）是鷺科鷺屬的一種。分布廣泛，從巴拿馬的巴拿馬省以南至智利的聖拉斐爾潟湖國家公園，甚至在特立尼达岛、拉奧奇拉島、拉托爾圖加島、布蘭基亞島、洛斯羅克斯群島、新埃斯帕塔等島嶼都有其蹤跡，範圍幾乎涵蓋整個南美洲，也是南美洲最大的鷺科鳥類。

## 描述
體長 95 至 127 公分，站立時高 100 至 130 公分，體重 1.5 至 2.5 公斤。外貌近似蒼鷺；眼後至後頸深藍色，冠羽黝藍色；頸部白色，混有些許深色羽毛；背部與雙翅至尾羽灰色，尾下腹羽白色。